# Hantkeninidae
Famille
Les Hantkeninidae sont une famille fossile de foraminifères de l'ordre des Rotaliida et de la classe des Globothalamea.

## Classification
La famille des Hantkeninidae a été décrite en 1927 par le scientifique américain Joseph Augustine Cushman (d) (1881-1949),. Cette famille a été classée dans le sous-ordre des Globigerinina et dans l'ordre des Globigerinida,.

## Fossiles
Selon la Paleobiology Database en 2023, les huit collections de fossiles référencées datent du Bartonien de l'Éocène à l'Éocène supérieur ou Priabonien, soit de 41,3 à 33,9 Ma avant notre ère.

## Liste des genres
Selon le World Register of Marine Species (16 mai 2018) :
- † Clavigerinella Bolli, Loeblich & Tappan, 1957
- † Cribrohantkenina Thalmann, 1942
- † Hantkenina Cushman (d), 1925